# Georg Østerholt

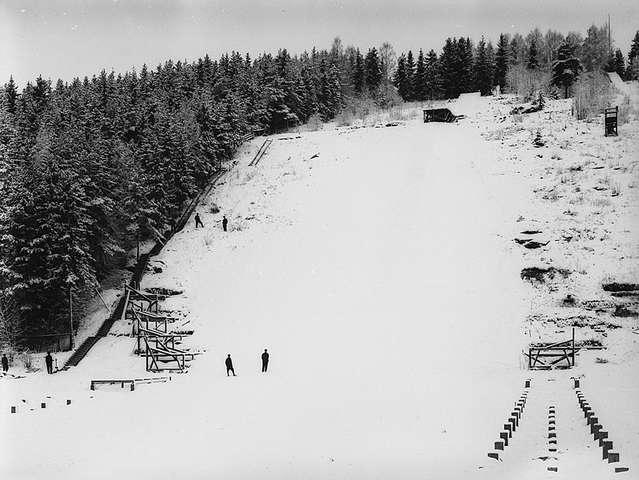
Solbergbakken, Bærum 1918

Georg Østerholt (f. Pedersen), född 1892 i Gjerstad, Aust-Agder fylke, död 1982, var en norsk backhoppare, längdskidåkare och utövare i nordisk kombination som tävlade under 1920-talet.

## Idrottskarriär
Georg Østerholts enda deltagande i större mästerskap var VM 1926 i Lahtis, Finland där han slutade på tredje plats i backhoppningstävlingen efter landsmännen Jacob Tullin Thams och Otto Aasen. 
Østerholt vann Hans Majestet Kongens Pokal ("Kongepokalen") i nordisk kombination i Holmenkollen 1918. 1921 vann han Kongepokalen i längdskidåkning i Solbergbakken i Bærum. 

## Övrigt
Georg Østerholt tog officersutbildning i Försvaret. Senare tog han utbildning vid Skogsskolen i Kongsberg. Han blev skogvaktare i Oslo kommun och arbetade i Oslo-marka. Sedan arbetade han vid Toten Cellulosefabrikk. Efter 15 år flyttade han till Bergen.